# Sandringham (Wielka Brytania)
Sandringham – wieś w Anglii, w hrabstwie Norfolk, w dystrykcie King’s Lynn and West Norfolk. Leży 58 km na północny zachód od Norwich i 153 km na północ od Londynu. Miejscowość liczy 402 mieszkańców.
W pobliżu wsi znajduje się Sandringham House, rezydencja brytyjskiej rodziny królewskiej, zakupiona w 1862 roku dla księcia Alberta Edwarda.
W Sandringham urodziła się księżna Diana.